# 狭叶大花糙苏
狭叶大花糙苏（学名：Phlomis melanantha var. angustifolia）为唇形科糙苏属下的一个变种。